# We Need to Talk About Kevin
We Need to Talk About Kevin (no Brasil, Precisamos Falar Sobre o Kevin; em Portugal, Temos de Falar Sobre o Kevin) é um romance de ficção publicado em 2003, escrito por Lionel Shriver, que trata sobre um massacre escolar fictício, segundo a perspectiva da mãe do assassino, Eva Khatchadourian, que relembra o passado de seu filho, Kevin, ao mesmo tempo em que naufraga na culpa, por aquilo que ele se tornou. 
Embora o romance seja narrado em primeira pessoa, em tom confessional, através de uma série de cartas de Eva para seu marido, a estrutura do romance assemelha-se fortemente à de um thriller. O romance, o sétimo de Shriver, ganhou em 2005 o Orange Prize, um prêmio britânico para autoras de qualquer nacionalidade que escrevam em inglês.
Em 2011 o romance foi adaptado para o cinema pela realizadora escocesa Lynne Ramsay. Filmado em Nova Iorque e em Stamford, no estado de Connecticut, nos Estados Unidos. O filme, que foi exibido no Festival de Cannes 2011, causou desconforto na plateia com o tema pesado sobre violência nas escolas.

## Enredo
Eva Katchadourian na verdade nunca quis ser mãe - muito menos a mãe de um garoto que matou sete de seus colegas, uma professora e um servente em sua escola nos subúrbios classe A de Nova Iorque. Para falar de Kevin, 16 anos, autor desta chacina, preso em uma casa de correção de menores, a escritora Lionel Shriver arquitetou um thriller psicanalítico onde não se indaga quem matou. A trama desenvolve-se por meio de cartas nas quais a mãe do assassino escreve ao pai de Kevin, que permanece um mistério até o fim do enredo. Nelas, procura analisar os motivos da tragédia que destruiu sua vida e a de sua família. Dois anos depois do crime, ela visita o filho regularmente. Aterrorizada por suas lembranças, Eva faz um balanço de sua trajetória onde analisa casamento, carreira, família, maternidade e o papel do pai. Assim, constrói uma meditação sobre a maldade e discute um tabu: a ambivalência de certas mulheres diante da maternidade e sua influência e responsabilidade na criação de um pequeno monstro.
O filme mostra o ponto de vista de Eva Katchadourian, contando com cenas de seu presente e passado, onde podemos ver as lembranças que a culpam, lembranças de seu filho Kevin, futuro assassino. Durante as cenas do presente, podemos perceber que todos a culpam pelo que seu filho fez, e até ela mesma se culpa. Inicialmente, desde a infância de Kevin, sabemos que há algo errado. Por nenhum motivo aparente, ele-apesar de ser pequeno demais-nunca deixa de olhar para sua mão de forma cínica, não liga para ela... Podemos perceber também que no filme, a relação de Kevin com seu pai é totalmente diferente do que com sua mãe. No começo, Eva não acha estranho o comportamento de Kevin, achando que ele poderia mudar, mas ao longo do tempo, percebemos que ela vai criando temor e um pouco de repulsa contra o garoto, o que se destaca na cena em que Eva atira Kevin contra o chão, quebrando seu braço.
Percebemos o quão doentio Kevin é desde pequeno, quando seu pai, Franklin, compra um arco e flecha de brinquedo para ele, e o mesmo mira na própria mãe, seguido de um sorriso sinistro. Mais tarde, vemos que Franklin compra flechas profissionais para Kevin, que tem uma boa mira. Com o passar do filme, a irmã de Kevin fica cega de um olho e, apesar de não ter aparecido a cena no filme, existe uma conversa entre Eva e Franklin na qual Eva diz ter certeza que a culpa é de Kevin. Franklin, porém, acha bobagem, e não leva a sério.
O filme se passa nesse nível, onde de vez em quando aparecem flashbacks do dia da chacina de Kevin, mas nunca por inteiro, até que no final podemos ver o que acontece. Eva é avisada que estava ocorrendo uma chacina no colégio de seu filho, então ela, preocupada, vai para lá, e descobre que na verdade seu filho é o assassino. Existem também cenas nas quais vemos Kevin matando suas vítimas com o arco e flecha. Depois, Eva vai para casa e se depara com se marido e sua filha mortos, com flechas espetadas em seus corpos, o que deixa óbvio que foi Kevin que os matou.
Durante o filme, apareceram cenas em que Eva ia para a prisão visitar seu filho, mas eles quase não se comunicavam, até que ela, dois anos depois da chacina, no dia do aniversário dele de 18 anos, vai visita-lo e pergunta o porquê dele ter feito aquilo. Ele responde que na época achava que sabia mas naquele momento não sabia mais, ou seja: toda a matança foi sem razão, mas a pergunta é: qual eram seus motivos no princípio?

## Personagens
Eis os personagens do livro, mas com os intérpretes da adaptação cinematográfica:
- Eva Katchadourian - Tilda Swinton
- Kevin - Ezra Miller
- Franklin - John C. Reilly

### Prêmios
- Em 2012, Tilda Swinton foi indicada (Globo de Ouro) para melhor atriz de drama pelo filme.
- Também em 2012, o filme recebeu a indicação para melhor filme britânico, melhor diretor (Lynne Hamsey) e melhor atriz (Tilda Swinton), todos pela BAFTA.
- Em 2011 foi indicado e ganhou no FESTIVAL DE CANNES a Menção Especial ao Mérito Técnico.
- Em 2011, foi indicado para melhor filme pelo FESTIVAL DE LONDRES e ganhou.
- Em 2011, Tilda Swinton venceu o prêmio de melhor atriz nos Prêmios do Cinema Europeu.